# Miroslava (Rumunsko)
Miroslava je rumunská obec v župě Iași. V roce 2011 zde žilo 11 958 obyvatel. Obec se skládá ze 13 částí. Leží v těsném sousedství města Jasy.

## Části obce
- Miroslava – 2221 obyvatel
- Balciu – 510
- Brătuleni – 372
- Ciurbești – 837
- Cornești – 609
- Dancaș – 185
- Găureni – 185
- Horpaz – 1513
- Proselnici – 549
- Uricani – 787
- Valea Adâncă – 3053
- Valea Ursului – 310
- Vorovești – 827